# Rosey Metz
Rosey Metz (Rotterdam, 14 juni 2001) is een Nederlandse voormalig zwemster. 

## Carrière
Metz begon met zwemmen bij LAC in Rotterdam. Ze was ook lid van de zwemverenigingen ZPC Wiekslag en MNC Dordrecht. In het seizoen 2014/15 verhuisde ze naar het Engelse Plymouth waar ze ging trainer onder Jon Rudd. In de zomer van 2015 keerde ze terug naar Nederland om te gaan zwemmen bij WVZ Zoetermeer. Ook maakte ze dat jaar haar debuut in het Nederlandse zwemteam, waarmee ze deelnam aan het jeugd-EK 2015 in Tbilisi.
Vanaf januari 2016 maakte Metz deel uit van RTC Den Haag. Hier trainde ze onder Karin van Straaten, die ze al kende van haar vorige club. In september 2018 begon ze als studente Landscape en Environment Management in Delft. Metz deed in 2019 mee aan het EK 2019 in Gwangju, waar ze niet tot de finale wist te geraken.
In 2021 behaalde Metz de Nederlandse titel op 200 meter in Den Haag. Ze zwom een tijd van 2:25.73, wat goed was voor de zevende plaats op de eeuwige ranglijst van Nederland. In 2022 besluit Metz om te gaan stoppen met zwemmen. Dit ondanks dat ze zich nog had geplaatst voor de 50 meter schoolslag op het EK 2022 in Rome. Metz wilde zich graag volledig kunnen focussen op haar studie bouwkunde.

## Internationale toernooien
| Jaar | Olympische Spelen | WK langebaan | WK kortebaan   | EK langebaan   | EK kortebaan     |
| ---- | ----------------- | ------------ | -------------- | -------------- | ---------------- |
| 2019 |                   |              | 50m schoolslag |                |                  |
| 2021 |                   |              |                | 50m schoolslag | 50m schoolslag   |
| 2022 |                   |              | 50m schoolslag |                | Niet aangetreden |

## Persoonlijke records
Bijgewerkt tot en met 7 augustus 2024
Kortebaan
| Afstand         | Tijd    | Datum            | Plaats    |
| --------------- | ------- | ---------------- | --------- |
| 50m vrije slag  | 29.69   | 12 april 2021    | Den Haag  |
| 100m vrije slag | 1:06,59 | 14 november 2021 | Rotterdam |
| 200m vrije slag | 2:25,73 | 3 december 2021  | Den Haag  |

Langebaan
| Afstand         | Tijd    | Datum           | Plaats    |
| --------------- | ------- | --------------- | --------- |
| 50m vrije slag  | 30.63   | 22 mei 2022     | Boedapest |
| 100m vrije slag | 1:08,20 | 5 december 2020 | Rotterdam |
| 200m vrije slag | 2:31,28 | 20 maart 2021   | Marseille |